# Amapá-doce
O amapá-doce (Parahancornia amapa) é uma árvore da família das apocináceas, nativa da região Amazônica. Dá frutos roxo-escuros comestíveis e fornece madeira branca, cuja casca exsuda látex branco - conhecido como leite de amapá - que tem várias aplicações medicinais, sendo muito utilizado na medicina popular na região. O leite de amapá ainda se restringe ao uso doméstico e está relacionado com a cura de doenças respiratórias, gastrite, anemia e problemas musculares. É extraído principalmente com terçado e machado, através de vários cortes no tronco. O seu manejo inadequado frequentemente provoca grandes cicatrizações e, mesmo, corte das copas.